# 復縣
复县，中国遼寧省旧县名。
1913年由复州改置，治所在复州城（今辽宁省大连市瓦房店市复州城镇）；1934年迁治瓦房店镇。1985年撤销，改设瓦房店市。